# ماتیا اسوت
ماتیا اسوت (اسلوونیایی: Mateja Svet؛ زادهٔ ۱۶ اوت ۱۹۶۸) اسکی‌باز آلپاین اسلوونیایی‌تبار اهل جمهوری فدرال سوسیالیستی یوگسلاوی است.